# Serhij Grybanov
Serhij Hrybanov (in ucraino Сергій Олегович Грибанов?; Mariupol, 17 novembre 1981) è un ex calciatore ucraino.

## Carriera da giocatore
Ha iniziato la sua carriera come giocatore al Illičivec', Tavrija, Stal' Alčevs'k, Stal' Kam"jans'ke, Helios Charkiv. Desna Černihiv, Oleksandrija, Sevastopol. Nel 2012 pass al Olimpik Donec'k dove termina la sua carriera da calciatore.